# Milagros Tolón
Milagros Tolón Jaime, née le 25 mars 1968 à Tolède, est une femme politique espagnole, membre du Parti socialiste ouvrier espagnol.
Elle est maire de Tolède de 2015 à 2023.

## Biographie

### Vie privée
Milagros Tolón est mariée et mère de deux enfants.

### Formation et vie professionnelle
Étudiante à l'université complutense de Madrid, elle est titulaire d'une licence en histoire et géographie. Elle possède un master en magistère obtenu à l'université de Castille-La Manche. Elle a travaillé comme professeur pour adultes dans divers centres éducatifs de Tolède. 

### Un rapide engagement au PSOE
En 1989, à l'âge de dix-huit ans, elle s'affilie au PSOE. Entre 1997 et 2000, elle est secrétaire à l'Organisation de la section socialiste tolédane. En plus de ces fonctions, elle intègre le comité régional du parti.

### Conseillère municipale puis députée
Elle est conseillère municipale de Tolède pendant trois législatures ; deux dans l'opposition et une lors du premier gouvernement d'Emiliano García-Page de 2007 à 2011.
Lors des élections régionales du 22 mai 2011, elle est élue députée aux Cortes de Castille-La Manche dans la circonscription électorale de Tolède. Durant son mandat de quatre ans, elle est porte-parole chargée de l'Emploi et vice-secrétaire générale du groupe parlementaire socialiste.

### Maire de Tolède
Le 13 janvier 2015, elle annonce qu'elle est candidate aux primaires visant à désigner un candidat socialiste à la mairie de Tolède. Elle remporte les primaires et devient chef de file du PSOE.
Lors des élections du 24 mai 2015, la liste qu'elle conduit arrive seconde avec 30,17 % des voix et neuf conseillers derrière celle du PP (32,94 % des voix et neuf conseillers). Elle est élue maire de Tolède le 13 juin 2015 par 13 voix favorables sur 25 grâce à un accord avec Gagnons Tolède, marque blanche de Podemos dans la ville. Elle succède à García-Page et devient la première femme maire de Tolède.
Lors de son discours d'investiture, elle dirige ses premiers mots aux femmes qui ont lutté pour une « ville plus juste et égalitaire ; des femmes anonymes et courageuses qui ont joué un rôle décisif dans l'histoire de la ville mais qui n'ont pas été reconnues ».
Réélue à l'issue du scrutin de 2019, elle perd toutefois le pouvoir après celui de 2023 en raison d'un pacte entre le Parti populaire et Vox.